# Rip Hunter
Rip Hunter es un superhéroe ficticio que aparece en los cómics estadounidenses publicados por DC Comics. Creado por el escritor Jack Miller y el artista Rubén Moreira, el personaje apareció por primera vez en Showcase # 20 (mayo de 1959). Después de tres apariciones más en Showcase (# 21, 25, 26), Rip Hunter recibió su propia serie, que tuvo 29 ediciones (1961–65). Más tarde protagonizó las ocho series de Time Masters (1990), escritas por  Bob Wayne y Lewis Shiner. Después de numerosas revisiones y siguiendo los eventos de la historia de "Crisis infinita" de 2005, Hunter se estableció como el hijo de Booster Gold.
El personaje, interpretado por Arthur Darvill, apareció en las primeras tres temporadas de la serie de televisión de The CW, Legends of Tomorrow.

## El personaje de ficción

### El amo del tiempo
Rip Hunter ocupó su vida adulta entera en prepararse para ser un viajero del tiempo y enfrentarse a los enemigos que fuese encontrando. "Rip Hunter" es un alias. Su nombre, su fecha de nacimiento, y donde creció son datos que ha ocultado para prevenirse de sus enemigos. 
Rip Hunter era un hombre ordinario que usó su esfera del tiempo para viajar por el tiempo. Ayudado por su amigo, Jeff Smith, su novia, Bonnie Baxter y su hermano, Corky. Han vivido muchas aventuras a través del tiempo para impedir hechos que no deberían ocurrir y mantener de esta forma, la continuidad limpia.

### Los hombres lineales
Después de varios viajes, Hunter fue reclutado para ser uno de los Hombres Lineales en el futuro. Llamándose simplemente "Hunter", se involucró en algunos eventos del tiempo, empezando con el importante Armageddon 2001. En este momento su apariencia dista mucho de la original y hasta ahora conocida: tiene el pelo blanco en lugar de rubio, tiene un ojo y otras partes del cuerpo biónicas dañadas por la corriente espacio temporal) y ha envejecido varios años. Durante "Armageddon" tenía un papel limitado, apareciendo meramente junto a los Hombres Lineales cuando Waverider y Monarca aparecieron por primera vez.
Hunter apareció de nuevo en Hora Cero, con un papel más importante. Waverider transformó a Monarca en Extant después de un altercado con él: Antes de los eventos del día, Hunter apareció en el futuro y vio la muerte de Monarca, pero el tiempo fue alterado; Extant procedió a saltar al inicio del tiempo durante la Crisis, momento en el cual ocurrió la destrucción del universo y se dio paso a su renacimiento. 
Varios años en el futuro, Hunter apareció en el nacimiento del hijo de Superman y la Mujer Maravilla. Antes de que llegara Gog para atacarlos. Desprevenido, este Superman no sabía que había tenido un hijo alguna vez. Gog había estado viajando atrás en el tiempo y había matado antes a versiones más jóvenes de Superman, creando una paradoja en el tiempo. Los Hombres Lineales estaban perplejos por el problema porque, incomprensiblemente, no estaba teniendo efecto en el flujo del tiempo. Siguiendo el ataque, Hunter trajo a Superman, la Mujer Maravilla y a Batman al año 1998 y recuperaron al bebé. Después de derrotar a Gog, Hunter le reveló que estaba trabajando con la versión adulta del niño, Jonathan Kent. La existencia del Hipertiempo se reveló por primera vez, efectivamente negando el propósito de los Hombres Lineales. 
Hunter se quedó con el grupo hasta que este desapareció en el ataque Imperiex. El propósito de Hunter al ser parte del grupo era proteger al Hipertiempo del grupo cuyo propósito era contrario a la existencia de los Hombres Lineales. 
Rip Hunter, de nuevo con la apariencia de sus cómics clásicos, resurgió en el presente, mientras llevaba a los miembros de la Sociedad de la Justicia de América a través del tiempo a los días de la Segunda Guerra Mundial. Mostró un trasfondo significativamente diferente, estando enfocado el personaje a una vertiente más científica que antes, y menos "de acción".

### 52
En consecuencia de la Crisis Infinita, el futuro de Rip Hunter ha cambiado. Ahora, él es el inventor de la tecnología del viaje en el tiempo en el UDC. 52 Semana Seis. Sin embargo se niega a decir su nombre real a cualquiera, la fecha de nacimiento o su casa de la niñez, para protegerse de los villanos viajeros del tiempo. Esta estrategia ha demostrado su utilidad en por lo menos una ocasión cuando Rip usó su estado anómalo para salvar al DCU de Per Degaton. 
Booster Gold, sospechando los daños y perjuicios en el mismo tejido del tiempo, intenta avisarle. Al parecer su estado como un viajero del tiempo todavía es actual, como es la singularidad de su Esfera del Tiempo. Booster Gold finalmente descubre su paradero en un viejo búnker en el Desierto de Arizona. Desgraciadamente el silo está sellado con una cerradura de tiempo que sólo abrirá el 1 de enero de 52 a. C. 
Cuando Booster Gold finalmente logra entrar en el silo, encuentra sólo una pizarra, un globo y algunos pedazos de papel llenos de escrituras sobre el futuro del DCU - con referencias a hechos/eventos como la mortalidad de Vándal Savage, el último Pozo Lazarus de Nyssa Raatko, las apariciones del misterioso Supernova, los nuevos Batwoman y Aquaman, su miedo de la constante supervision, el destino de los Nuevos Dioses después de la desaparición de los viejos, una nota extraña sobre  muerte por primacía , referencias múltiples al número 52, y la frase: "El tiempo está roto". Un globo, tachado con una X roja, muestra la frase "III Guerra Mundial: ¿Por qué? ¿Cómo?". 
Hunter no estaba allí, pero si estaba su esfera del tiempo, recordando a la clásica burbuja del tiempo de la Legión de Super Héroes. Entre el caos del laboratorio de Hunter destacaba una nota en la que Booster Gold era acusado por haber roto el flujo del tiempo, pues una flecha lo señalaba en una foto y decía "la culpa es suya". Fue revelado después que el acusado por la nota era, de hecho, Skeets, su compañero robot, ya que la flecha que señalaba a Booster señalaba en realidad al robot situado en su hombro en la foto.
Se revela que la situación de Rip Hunter todavía no se conoce. Skeets intento estropear su organización matando a muchos viajeros del tiempo incluido Waverider.
Rip aparece más tarde escondido en la Ciudad Embotellada de Kandor, en la Fortaleza de la Soledad de Superman. Se descubre que Supernova (en realidad Booster Gold) colabora de Hunter, quien ha estado intentando construir una máquina que "arreglará" el tiempo antes de que Skeets lo encuentre. En ese momento Skeets aparece cubriendo la parte exterior de la Ciudad embotellada.
Rip entonces pide que Supernova revele su identidad a Skeets como una distracción mientras él recoge equipo de desecho para construir con los materiales un proyector de la Zona Fantasma. Con Skeets distraído, huye, junto con Booster Gold, a una parte de un lugar misterioso, contando una cuenta regresiva que empieza con el " 52" 

### Hijo de Booster Gold
Actualmente se sabe que es hijo de Booster Gold, gracias al número de Booster Gold # 1000000.

## En otros medios

### Televisión
- Rip Hunter aparece en Batman: The Brave and the Bold, con la voz de Brian Bloom. En el episodio "Time Out for Vengeance!", Ayuda a Batman y la Liga de la Justicia Internacional a viajar a tiempo para salvar otras versiones de Batman de los secuaces de Equinox.
- Rip Hunter se menciona en The Flash por Eobard Thawne como el creador original de la "esfera del tiempo" que este último intenta crear como un medio para regresar a su propio tiempo.
- Arthur Darvill interpreta a Rip Hunter en el spin-off de Arrow y The Flash de CW titulado Legends of Tomorrow como protagonista.[1] En la primera temporada, es un Maestro del Tiempo que ha viajado al presente para reunir un equipo de héroes y villanos (formado por Átomo, White Canary, Firestorm, Hawkman, Hawkgirl, Capitán Frío y Heat Wave) para oponerse a un criminal inmortal llamado Vándalo Salvaje.
- En la segunda temporada, sigue siendo miembro de un equipo cambiado que derrota a la Legión del Mal. En la tercera temporada, formó la organización Buró del Tiempo para corregir los anacronismos del tiempo y vencer a la entidad del tiempo Mallus.
- Se sacrifica al final de la tercera temporada para salvar a sus compañeros de equipo.
- Saltó al Oculus en el punto de fuga con las leyendas en la temporada 1 y no pudo salvar a su familia de Vándalo Salvaje en 2166.